# Hendrik Kern
Jan Hendrik Caspar Kern, född 6 april 1833 i Purworejo (Indonesien), död 4 juli 1917 i Utrecht, var en nederländsk orientalist och språkvetare.
Kern studerade 1850–55 i Utrecht och Leiden, där han publicerade bland annat en gradualavhandling om den grekiska historieskrivningen rörande perserna, och åhörde 1855 i Berlin föreläsningar av indologen Albrecht Weber och germanisten Jacob Grimm. Sedan han 1857 börjat medarbeta i den i Sankt Petersburg utgivna stora sanskritordboken och några år varit lärare i grekiska vid Atheneum i Maastricht, ägnade han sig i London åt studiet av de fornindiska handskrifterna i British Museum och beklädde 1863–65 anglo-sanskritprofessuren i Benares i Brittiska Indien.  År 1865 tillträdde han den då nyinrättade professuren i sanskrit och jämförande språkvetenskap i Leiden och verkade där till 1903. Kern deltog i orientalistkongressen i Stockholm 1889.
Kern var framstående kännare av indisk, malajisk och polynesisk filologi. Han behandlade även arkeologiska frågor i anslutning till buddhismens historia (Ashokas inskrifter) samt buddhismens religionshistoria i Geschiedenis van het buddhisme in Indië (två band, 1882-83) och Manual of Buddhism (1896). Kerns vetenskapliga universalism visade sig dessutom i behandlingen av så skilda ämnen som fornpersis kilskrift, de baltisk-slaviska och de germanska språken, inom vilka senare han särskilt vinnlade sig om tolkningen av de nederländska språkresterna från romartiden, om "Lex salica" och de saliska frankernas språk. Kern inlade slutligen betydande förtjänster om utforskningen av de nederländska folkdialekterna.  
Bland Kerns övriga skrifter kan nämnas: tolkningen av det indiska dramat "Çakuntalā" (1862), texteditionerna "Brat-Sanhita" (1865), "Yogayātra" (1868-78), "Aryabhatiya" (1874), "Jātaka-Māla" (1891), de fornjavanska kawidikterna "Wrttasançaya" (1875) och "Rāmāyana" (1900), "Les inscriptions d'Asoka" (1881 -83), "Inscriptions cambodgiennes" (1880-83), Over het aandeel van Indië en de geschiedenis van de Beschaving, en den invloed der studie van het Sanskrit op de taalwetenschap (1865), Over den invloed der Indische, Arabische en Europese beschaving op de volken van den Indische Archipel (1883), De fidjitaal vergeleken met hare verwanten in Indonesië en Polynesië (1886), De legende van Kunjarakarna (1901), Over Jacob Grimm en zijn invloed op de outwikkeling der nederlandsche taalwetenschap (1902) och Taalvergelijkende verhandeling over het Aneityumsch, met een Aanhangsel over het Klankstelsel van het Eromanga (1906). Hans Verspreide geschriften utgavs i 15 band (1913-29).